# Colin Thurston
Colin Thurston (Singapore, 13 luglio 1947 – Londra, 15 gennaio 2007) è stato un produttore discografico britannico, uno dei più influenti produttori della musica inglese e del sound degli anni ottanta.

## Biografia
Grazie all'amicizia con Tony  Visconti si fa notare come tecnico del suono su Lust for Life di Iggy Pop, e la successiva co-produzione per "Heroes" di David Bowie, guadagnandosi la cabina di regia per il seminale album d'esordio degli Human League, Reproduction ed il seguente Travelogue, oltre che dei Magazine di Secondhand Daylight ed altri.
La vera e propria notorietà arriva nel 1980, quando viene chiamato alla produzione dell'omonimo primo album dei Duran Duran e poi dell'acclamato Rio.
Tra i suoi ulteriori lavori ci sono quelli per i Kajagoogoo (il singolo Too Shy e l'album White Feathers), i Talk Talk (The Party's Over), Howard Jones (Human's Lib) e Gary Numan (The Fury).